# Pierre Gope
Pierre Gope est un dramaturge, écrivain et poète kanak né le 31 janvier 1966 à Maré, en Nouvelle-Calédonie.

## Biographie
Il grandit dans une tribu de Pénélo. Atteint de dyslexie, il est déscolarisé en CM2. Passionné par l'histoire et les origines de son pays et de ses coutumes, il se lance, en 1990, dans un périple dans la Calédonie afin d'enquêter sur les origines du peuple kanak. En 1991, il assiste à une répétition du groupe « Koteba », une compagnie de théâtre africaine dirigée par Suleiman Koly : c'est pour lui une révélation. Après cette rencontre, il quitte pour la première fois sa terre natale en direction d'Abidjan en compagnie du metteur en scène ivoirien.
Dans la suite de son apprentissage, il travaille avec Peter Walker et Peter Brook à Rennes. C'est en 1990 qu'il fonde sa propre troupe appelée la « Compagnie Cebue »,. Deux ans plus tard, en 1992, il écrit sa première pièce de théâtre intitulée, Wamirat, le fils du chef de Pénélo où se mélangent le français et le nengone, sa langue maternelle. Avec cette œuvre et toutes celles qui suivront, Pierre Gope invente un théâtre contemporain kanak associant les cultures kanak et océanienne ; il y joue avec l'humour et la poésie pour mettre en lumière des sujets sérieux remettant en question le monde actuel et la situation en Nouvelle-Calédonie. Il est accueilli pour ses spectacles notamment par le Centre culturel Tjibaou, et par le Théâtre de l'Île.
Il reçoit, le 18 août 2016, le titre de chevalier dans l'ordre des Arts et des Lettres par le haut-commissaire de la République en Nouvelle-Calédonie.

## Œuvres

### Théâtre
- Wamirat, le fils du chef de Pénélo, 1992
- Où est le droit, 1994
- Le cri du désespoir, 1997
- Cendres de sang, 1998
- Pavillon 5, 1999
- Le Silence brisé, 2000
- Le dernier crépuscule, Grain de sable, 2001  (ISBN 2-84170-075-5)
- Les dieux sont borgnes, Grain de sable, 2002  (ISBN 2-84170-096-8)
- La fuite de l'igname, 2002
- La parenthèse, É. Traversées, 2005  (ISBN 2-9521847-3-9)
- Les cris de nos silences, Académie des langues kanak, 2009  (ISBN 978-2-918248-01-9)
- Moi... Je vote "blanc", 2018
- Convergence, 2020
- Kaze, l'espoir a des ailes, 2023

### Poésie
- S'ouvrir, L'herbier de feu, 1999  (ISBN 2-913320-02-3)